# Lepkeagáma
A lepkeagáma (Leiolepis belliana) a hüllők (Reptilia) osztályanak gyíkok (Sauria) alrendjébe és az agámafélék (Agamidae) családjába tartozó faj.

## Előfordulása
Délkelet-Ázsia tengerparti övezetében él, főleg a homokos vagy sziklás helyeken, ahol jó búvóhelyeket talál.

## Megjelenése
Testhossza eléri a 41 centimétert. A nőstény tompa olajzöld színű, sötét foltokkal míg a hím világoszöld, hasa narancssárga és a hátán sárga foltok találhatók.

## Életmódja
Táplálékát rovarok, pókok és rákok alkotják, de étrendjét növényi anyagokkal is kiegészíti.
A homokban akár 1,5 méteres járatot is ás, ahová nemcsak éjszaka, hanem a déli hőségben is elrejtőzik. Reggel és délután keresi táplálékát, amikor a homok felszínét kevésbé égeti a nap.

## Szaporodása
A nőstény számos bőrhéjú tojást rak egy talajmélyedésbe. A kis gyíkok egy hónap múlva kikelnek, majd szétfutnak a környéken, és elfoglalják saját territóriumukat.

## Külső hivatkozás
- DigiMorph - kép a koponyájáról